# Джузеппе Вавассорі
Джузеппе Вавассорі (італ. Giuseppe Vavassori; 29 червня 1934, Риволі — 21 листопада 1983, Болонья) — італійський футболіст, що грав на позиції воротаря, зокрема, за клуби «Ювентус», «Катанія» та «Болонья», а також національну збірну Італії. По завершенні ігрової кар'єри — тренер.
Триразовий чемпіон Італії. Триразовий володар Кубка Італії.

## Клубна кар'єра
Народився 29 червня 1934 року в місті Риволі. Вихованець футбольної школи клубу «Ювентус».
У дорослому футболі дебютував 1954 року виступами на умовах оренди за «Каррарезе», в якому провів один сезон у третьому італійському дивізмоні, взявши участь у 32 матчах чемпіонату.
1955 року повернувся з оренди і був включений до заявки основної команди туринського клубу як дублер Карло Маттреля. Протягом трьох наступних сезоні зрідка отіимував шанс проявити себе в іграх «старої сеньйори», лише із сезону 1957/58 почавши отримувати регулярну ігрову практику, а в сезоні 1960/61 ставши нарешті основним голкіпером «Ювентуса». Утім вже влітку 1961 року до команди приєднався молодий Роберто Андзолін, на якого тренерський штаб вирішив зробити ставку як на основного виконавця на воротарській позиції. Тож Вавассорі рідну команду залишив, здобувши протягом шести сезонів у її складі три титули чемпіона Італії і два Кубки країни.
1961 року приєднався до «Катанії», у складі якої протягом наступних п'яти років був основним воротарем у Серії A. Невдовзі після початку сезону 1966/67, який «Катанія» вже проводила у другому дивізіоні після невдалих виступів попереднього сезону, досвідчений воротар перейшов до «Болоньї», продовживжи таким чином виступи на рівні найвищого дивізіону. У болонській команді провів ще шість сезонів, додавши до переліку своїх трофеїв ще один титул володаря Кубка Італії, після чого 1972 року оголосив про завершення ігрової кар'єри.

## Виступи за збірну
1961 року провів свою єдину офіційну гру у складі національної збірної Італії, в якій пропустив два голи від англійців.
| Дата      | Місто | Господарі | Результат | Гості  | Турнір           | Голи | Примітки |
| --------- | ----- | --------- | --------- | ------ | ---------------- | ---- | -------- |
| 24-5-1961 | Рим   | Італія    | 2 – 3     | Англія | товариський матч | -2   | 56'      |
| Усього    |       | Матчів    | 1         |        | Голів            | -2   |          |

## Титули і досягнення
- Чемпіон Італії (3):

«Ювентус»: 1957–1958, 1959–1960, 1960–1961
- Володар Кубка Італії (3):

«Ювентус»: 1958–1959, 1959–1960
«Болонья»: 1969–1970